# Zorzines hakodatensis
Zorzines hakodatensis là một loài bướm đêm trong họ Noctuidae.